# Državni neprijatelj (1931.)
Državni neprijatelj (eng. The Public Enemy) je kriminalistička drama Williama A. Wellmana iz 1931. s  Jamesom Cagneyjem u glavnoj ulozi. Film je temeljen na romanu "Beer and Blood" Johna Brighta, a lansirao je Cagneyja u zvijezde.
Uz snažnu dramatizaciju i socijalnu kritiku filma, kritika i publika složili su se kako su uloge bile dosta uvjerljive, a mnogi likovi u filmu temeljeni su na stvarnim ljudima iz razdoblja prohibicije.

## Radnja
Uvodna sekvenca filma vizualno dočarava razdoblje prohibicije – točionice piva, policijske racije – prije nego što se pozornost prebacuje na dvojicu dječaka koji odrastaju u središtu korumpirane urbane Amerike. Prikazuje se i život obitelji jednog od dječaka, Toma Powersa, koji odrasta s majkom, koja se ponaša djetinjasto brižno, i emocionalno odsutnim ocem, koji je uz to i policajac. Posljedica očeve odsutnosti otkriva se u jednoj sceni u kojoj otac pokušava disciplinirati svog sina delinkventa. Ovo izaziva promjenu u Tomovu ponašanju, što se može primijetiti po njegovom ogorčenom izrazu lica dok ga otac tuče.
Nakon što su Tom Powers (James Cagney) i drugi dječak, Matt Doyle (Edward Woods), izrasli u mladiće, angažira ih lokalni krijumčar alkohola, Paddy Ryan (Emmett O'Connor). Tom ubrzo postaje vodeći gangster zbog svoje okrutnosti. Krijumčarenje postaje sve unosniji posao i dvojica mladića se sve više ponose svojim statusom vodećih gangstera. Tom ipak ne zaboravlja na svoju majku, koja je u međuvremenu postala udovica, te joj sve više povlađuje u njezinom patetičnom djetinjastom ponašanju. Sukobljava se sa starijim bratom, Mikeom (Donald Cook), istraumatiziranim ratnim veteranom, kojem se ne sviđa bratovo ponašanje i posao kojim se bavi. Iza bratskog sukoba otkriva se kako je Tom svojom nemoralnošću uspio zaraditi materijalne nagrade, dok je njegov brat, držeći se svih društvenih normi, zaradio samo ratne traume. Tom smatra Mikea sebičnim licemjerom. Kad Mike shvati kako se Tomov uspjeh temelji samo na "pivu i krvi" (što je i naziv romana po kojem je nastao film), Tom mu odvraća kako i njegove ruke nisu tako čiste, da je i on ubijao i da mu se to sviđalo, te da nije dobio odličja za rukovanje s Nijemcima.
Tom i dalje napreduje u kriminalnom svijetu, ali njegova pohlepa dovodi ga u sukob s drugom bandom, što izaziva rat bandi. Vjerojatno najupečatljivija scena je ona u kojoj smrtno ranjavaju Toma, što implicira kako se kriminal ne isplati, što će biti dominantna tema u svim kriminalističkim filmovima do kraja tridesetih, ali i dalje.

## Produkcija
Scenarij je adaptiran prema romanu Johna Brighta, Beer and Blood. Film se snimao u siječnju i veljači 1931.
Edward Woods prvo je angažiran za glavnu ulogu sve dok redatelj Wellman nije pogledao ranije filmove dvojice glumaca, te im zamijenio uloge. Jedan od razloga zamjene bio je taj što se u filmu koristila daleko modernija zvučna tehnologija pa nije bio imperativ angažirati za glavnog glumca nekog s besprijekornom izvedbom. Iako je bio rizik dati Cagneyju glavnu ulogu, njegov uvjerljivi nastup, pogotovo njegov rafalni govorni stil, bio je tehnički moguć. Osim toga, Cagney je bio nizak i neotesan, u usporedbi s uglađenim Woodsom. To je pomoglo Warner Brosu da izgradi reputaciju svojih filmova koji su bili usmjereni na radnu klasu tijekom Velike gospodarske krize.

## Glumci
- James Cagney - Tom Powers
- Jean Harlow - Gwen Allen
- Edward Woods - Matt Doyle
- Joan Blondell - Marnie
- Donald Cook - Michael Powers
- Mae Clark - Kitty

## Kritike
Državni neprijatelj bio je prvi Cagneyjev hit. Zauvijek ga je u očima publike prikazao kao "opasnog momka", imidža kojeg se neće uspjeti riješiti, iako je kasnije birao drukčije uloge, uključujući onu za koju je dobio Oscara, u filmu Yankee Doodle Dandy. Državni neprijatelj nominiran je za Oscara u kategoriji najboljeg adaptiranog scenarija. Kino na Times Squareu prikazivao je film po cijele dane kad je objavljen.
Neke ženske grupe izbjegavale su film zbog nekih scena, kao što je ona u kojoj Cagney udara svoju djevojku grejpfrutom u lice. James Cagney rekao je kako je bivši muž Mae Clark dolazio u kino samo pogledati tu scenu. Kad bi je pogledao, otišao bi te se vraćao na sljedećem prikazivanju filma u kinu.

## Vanjske poveznice
- Državni neprijatelj u internetskoj bazi filmova IMDb-a
- Državni neprijatelj (1931.) na Rotten Tomatoes